# الولايات المتحدة في الألعاب الأولمبية الصيفية 2020
شاركت الولايات المتحدة الأمريكية في الألعاب الأولمبية الصيفية 2020 في طوكيو. كان من المقرر أصلاً عقدها في الفترة من 24 يوليو إلى 9 أغسطس 2020 ، وقد تم تأجيل الألعاب إلى 23 يوليو إلى 8 أغسطس 2021 بسبب جائحة فيروس كورونا. سيكون هذا الظهور هو الظهور الخامس عشر لهذا البلد في الألعاب الأولمبية الصيفية.